# Sielsowiet storożewski
Sielsowiet storożewski (ros. Сторожевский сельсовет) – jednostka administracyjna wchodząca w skład rejonu bolszesołdatskiego w оbwodzie kurskim w Rosji.
Centrum administracyjnym sielsowietu jest sieło Storożewoje.

## Geografia
Powierzchnia sielsowietu wynosi 61,65 km².

## Historia
Status i granice sielsowietu zostały określone 21 października 2004 roku.

## Demografia
W 2017 roku sielsowiet zamieszkiwało 865 mieszkańców.

## Miejscowości
W skład sielsowietu wchodzą miejscowości: Storożewoje, Dubrawa, Załomnoje, Małyj Kamieniec, Szelepowka.